# Renault Fluence
La Fluence è un'autovettura berlina di fascia media, prodotta dal 2009 al 2019 dalla Casa automobilistica francese Renault nel suo stabilimento turco di Bursa, sulla base della sudcoreana Samsung SM3. La vettura non è altro che la Renault Mégane III in versione berlina tre volumi. A partire dal 2016 viene prodotta solo per i mercati del America meridionale e per alcuni mercati dell'Asia.

## Storia
La prima Renault Fluence si è vista nel 2004, ma era una concept-car che ancora non aveva niente a che vedere con la futura berlina media, ma prefigurava piuttosto alcuni caratteri estetici di quella che sarebbe stata la terza generazione della Laguna. Solo cinque anni dopo sarebbe stata svelata una nuova Fluence che invece avrebbe avuto mire decisamente più commerciali.

### La Samsung SM3
Nell'aprile 2009, la Renault Samsung Motors, filiale sudcoreana della Casa francese, lancia la nuova generazione della Samsung SM3, berlina di fascia media che negli anni precedenti era di fatto basata sulle Nissan Sunny ed Almera, ma che nella nuova serie utilizza il pianale della Mégane III, con passo allungato di 6 cm e con una nuova carrozzeria a tre volumi assai sinuosa, anche se piuttosto superata già al suo debutto. Tali linee si discostano in parte dagli elementi stilistici della Mégane da cui deriva e ne fanno una vettura più elegante, con ambizioni commerciali anche superiori. La nuova vettura viene presentata al Salone di Seul ed è mossa dal 1.6 HR16DE da 110 CV. Il cambio può essere manuale a 5 marce o automatico a 6 rapporti.

### La Fluence
La vera e propria Renault Fluence viene lanciata a metà del 2009, pochi mesi dopo il lancio della Samsung SM3. Di quest'ultima, la Fluence riprende quasi per intero la carrozzeria a tre volumi e va a rimpiazzare la Mégane II a tre volumi prodotta fino a quel momento. Si ritrovano quindi quelle linee già viste nella Samsung SM3 per le quali è stato scelto di rispolverare il vecchio nome della concept Fluence del 2004. La Fluence viene costruita in Turchia, Argentina, India e Corea del Sud, e viene principalmente pensata per alcuni mercati emergenti, ma anche per alcuni mercati dell'est-europeo. È in fase di valutazione, da parte dei vertici Renault, un futuro allargamento anche ad altri mercati europei.

Gli interni della vettura sono ben fatti ed ergonomici, e tradiscono la vocazione alla praticità del modello. L'abitacolo è ricco di vani portaoggetti ed il bagagliaio è decisamente capiente, con i suoi 530 litri di capacità.
La Fluence è commercializzata in tre motorizzazioni: accanto ai due motori 1.6 e 2.0 a benzina da 110 e 140 CV, vi è il 1.5 dCi a gasolio disponibile in ben quattro livelli di potenza (85, 90, 105 e 110 CV). I due motori a benzina sono di origine Nissan, mentre quello a gasolio è il noto motore già applicato su numerosi modelli sia della gamma Renault che della gamma Nissan.

### La Fluence Z.E.

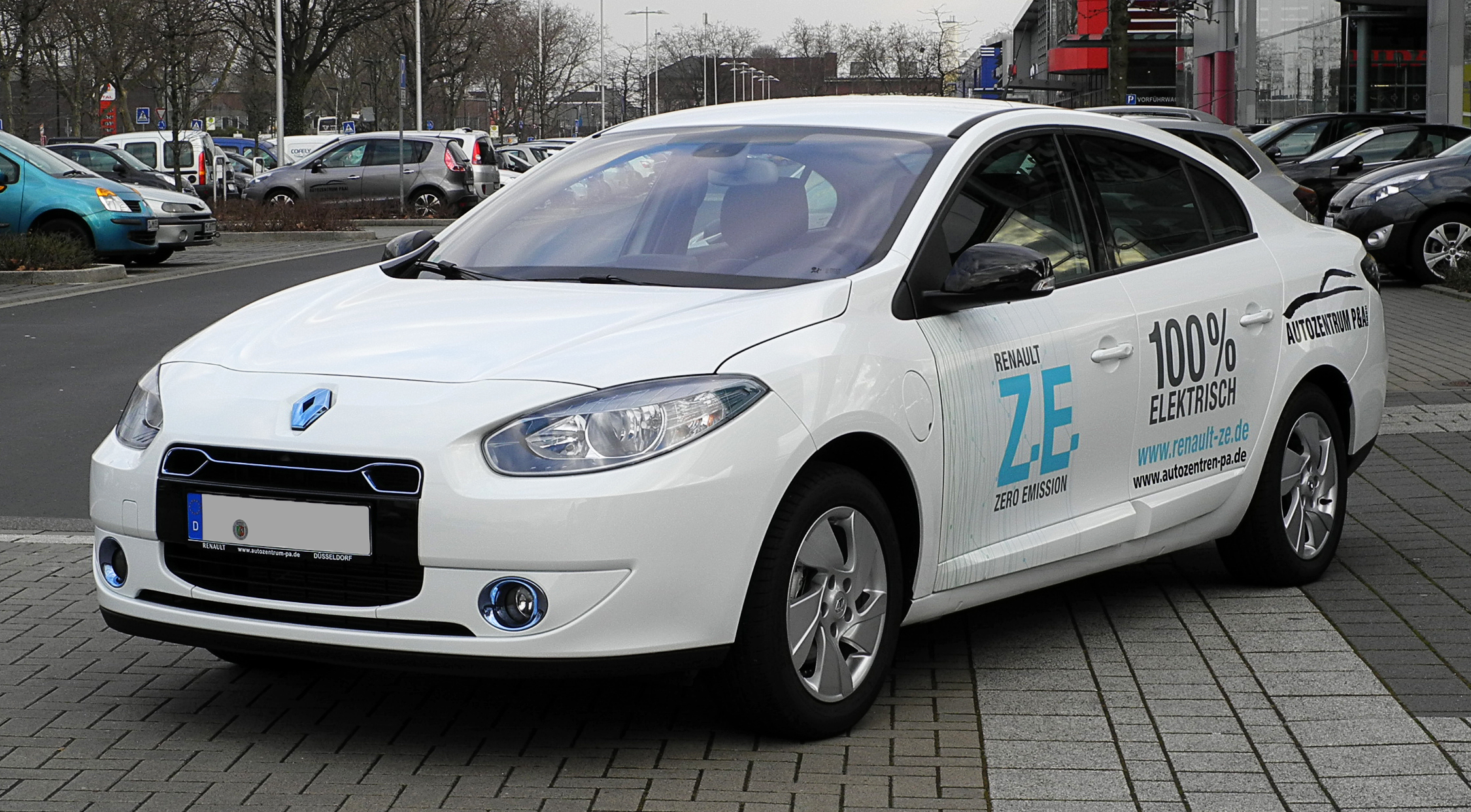
La Fluence Z.E.

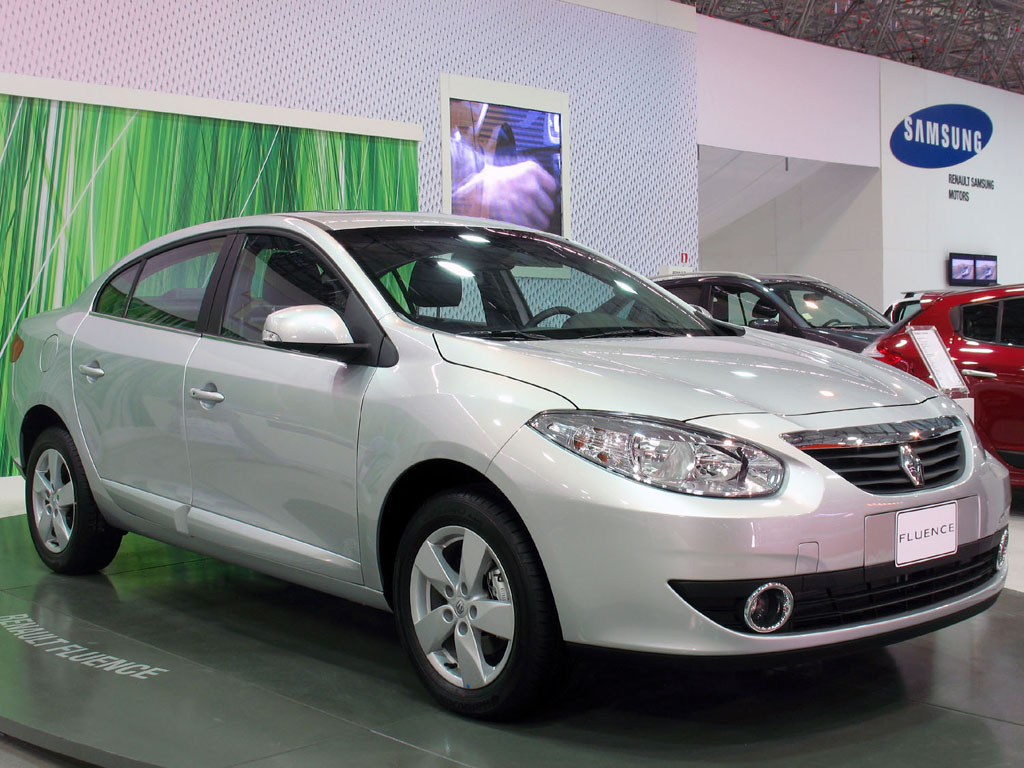
Una Fluence ristilizzata del 2011

Al Salone di Francoforte del 2009, è stata presentata la Fluence Z.E (Zero Emissions), praticamente la versione elettrica della normale Fluence.

Il nuovo prototipo era caratterizzato dalla presenza di un propulsore elettrico da 95 CV che assicurava un'autonomia di 160 km ad emissioni zero. La ricarica delle batterie può avvenire anche in modalità d'emergenza, in modo da consentire un rientro a casa di fortuna. La concept dispone anche di un rilevatore di carica che avvisa dell'imminente scarica totale delle batterie e che indica la più vicina stazione di ricarica. Non è presente però alcun motore termico. In un periodo in cui il diktat prevalente per ogni casa costruttrice era il rispetto dell'ambiente e la massima efficienza, la Casa francese ha risposto con un motore decisamente ecologico, ma non fine a se stesso come spesso accade. La concept elettrica rientra infatti in un programma di produzione in serie, sempre riservato inizialmente ad alcuni mercati in via di sviluppo, come per esempio Israele.

Alla fine del 2011, circa due anni dopo la presentazione della concept, la Fluence Z.E. viene lanciata sul mercato, anche se la commercializzazione effettiva è stata fissata per il gennaio dell'anno seguente. Rispetto alla Fluence tradizionale, la Z.E. differisce esternamente per la coda allungata di 13 cm in modo da poter ospitare il gruppo batterie, e nel contempo di garantire comunque una buona capacità del vano bagagli. Altre differenze esterne sono le cornici dei fari anteriori di color celeste, così come di color celeste è la griglia della calandra. Internamente, la Fluence Z.E. differisce dalle Fluence "normali" unicamente per il cruscotto, dove al posto del contagiri trova posto un indicatore di carica. Il display posto sulla sommità della console centrale fornisce anche dati relativi all'autonomia residua.

Il "cuore" della Fluence Z.E. è lo stesso motore elettrico da 95 CV già presente a suo tempo sull'omonima concept: tale motore, in grado tra l'altro di erogare una coppia massima di 226 Nm, riesce a spingere la vettura fino ad una velocità massima di 135 km/h, un valore ridotto, ma volutamente autolimitato in modo da non compromettere eccessivamente l'autonomia nel caso il conducente sia abituato alla guida con il "piede pesante". Il sistema motopropulsore dispone anche di sistema di recupero dell'energia in frenata o in rilascio.

Sebbene il prezzo di listino di 28.200 Euro della Fluence Z.E. sia concorrenziale, esso non prevede le batterie, ottenibili separatamente mediante noleggio. La produzione della Fluence Z.E. cessò nel gennaio del 2014.

### Produzione

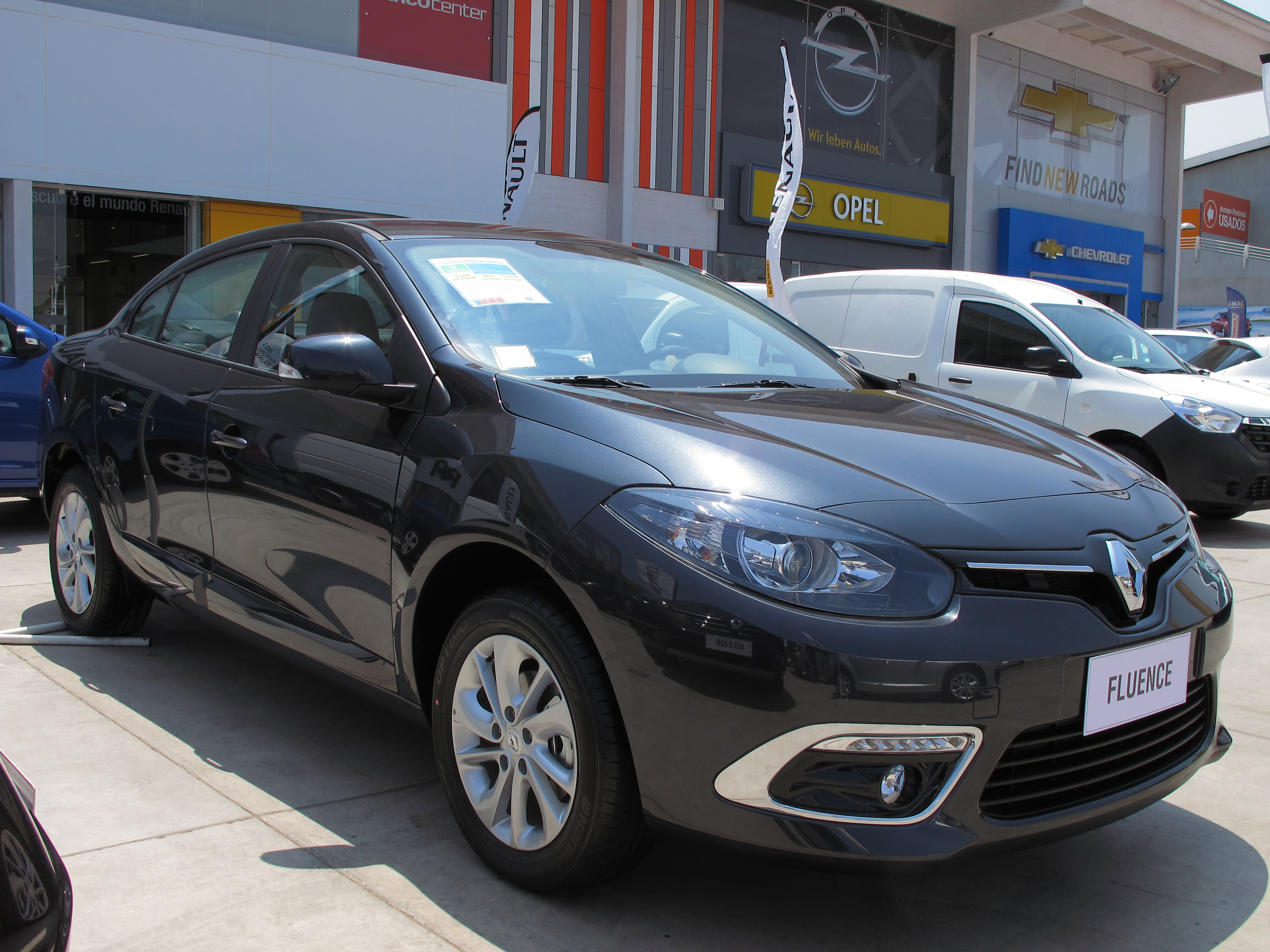
Una Fluence ristilizzata del 2015

La produzione della Fluence ha avuto luogo principalmente in tre stabilimenti: quello di Bursa, in Turchia, da dove provenivano le Fluence destinate ai mercati europei, quello argentino di Santa Isabel, per gli esemplari destinati ai mercati sudamericani, e quello sudcoreano di Pusan, per alcuni mercati dell'estremo oriente. La gamma motori era differente a seconda dei mercati di destinazione, ma in generale ogni mercato attingeva da una tavolozza composta dalle seguenti motorizzazioni:
- 1.6 Serie K con potenza di 110 CV (106 CV per il mercato russo o 115 CV per i mercati ucraino e turco);
- 2.0 Serie F con potenza massima di 140 CV (137 CV per i mercati russo e cinese);
- 1.5 dCi Serie K con potenza massima di 90 CV o di 106 CV per i mercati europei, e di 110 CV anche per i mercati ucraino e turco.

Nel 2012 vi fu un restyling presentato al Salone di Istanbul, in cui la Fluence ricevette una nuova calandra in linea con il contemporaneo corso stilistico Renault. Nella stessa occasione, per i mercati del Brasile e dell'Argentina venne introdotta la Fluence GT TCe180, una versione dalle prestazioni brillanti, spinta da un 2 litri a benzina sovralimentato mediante un turbocompressore Mitsubishi con tecnologia twin-scroll. La potenza massima era di 180 CV. Tale versione venne prodotta solo per due anni, fino al luglio del 2014.
Nel 2015 un nuovo aggiornamento portò ad altre novità, come ad esempio le nuove grafiche dei gruppi ottici posteriori che integrarono da quel momento anche le luci di stop a led. A partire dal 2016, la produzione a Bursa cessò e la Fluence scomparve dai listini europei, mentre negli altri due stabilimenti (Argentina e Corea del Sud) la produzione prosegue regolarmente, anche se nei mercati asiatici il marchio utilizzato rimase sempre quello della Samsung. In ogni caso, la Fluence viene proposta in questi mercati con il motore 1.6 K4M da 110 CV, oppure con quello da 2 litri M4R da 138 CV. Nel 2019 la produzione cessa anche in Argentina, ponendo fine alla carriera commerciale della vettura.